# Metulocyphella rostrata
Metulocyphella rostrata är en svampart som beskrevs av Agerer 1983. Metulocyphella rostrata ingår i släktet Metulocyphella och familjen Marasmiaceae.   Inga underarter finns listade i Catalogue of Life.